# 斯拉夫科·奥巴多夫
斯拉夫科·奥巴多夫（1948年7月12日—），塞尔维亚男子柔道运动员。他曾代表南斯拉夫参加1972年、1976年和1980年夏季奥林匹克运动会柔道比赛，其中1976年奥运会获得一枚铜牌。